# Metaplusia argyra
Metaplusia argyra är en fjärilsart som beskrevs av Druce 1889. Metaplusia argyra ingår i släktet Metaplusia och familjen nattflyn. Inga underarter finns listade i Catalogue of Life.